# Грешница (1-й сезон)
Первый сезон американского телесериала - антологии «Грешница», премьера которого состоялась на кабельном канале USA Network 2 августа 2017 года. Сезон сериала состоит из 8 часовых эпизодов. В основу телесериала положен одноименный бестселлер немецкой писательницы Петры Хаммесфар, который был выпущен в 1999 году. 

## Сюжет
В один прекрасный солнечный день молодая женщина Кора Таннетти в приступе необъяснимой ярости наносит несколько смертельных ударов ножом незнакомому мужчине. Преступление совершено на глазах ничего не понимающего супруга, до смерти напуганного сына и десятков шокированных отдыхающих. Все знают, кто это сделал, но никто не понимает причины, в том числе сама Кора. Детектив Гарри Эмброуз начинает поиски мотивов, руководствуясь которыми Кора использовала нож для фруктов не по назначению. Он готов провести с преступницей сколько угодно времени, пробраться в самые потаённые уголки её души и вытащить на свет все тайны, лишь бы понять, почему милая в общении и законопослушная женщина совершила кровавое преступление.

## В ролях

### Основной состав
- Джессика Бил - Кора Танетти[1]
- Кристофер Эбботт - Мэйсон Танетти[2]
- Дон Норвуд - детектив Дэн Лерой[2]
- Эбби Миллер - Кэйтлин Салливан[2]
- Джоанна П. Адлер - капитан Энн Фармер
- Билл Пуллман - детектив Гарри Эмброуз[3]

## Эпизоды
| № общий | № в сезоне | Название              | Режиссёр       | Автор сценария              | Дата премьеры    | Зрители в США (млн) |
| --- | ---------- | --------------------- | -------------- | --------------------------- | ---------------- | ------------------- |
| 1 | 1          | «Part I» «Глава 1»    | Антонио Кампос | Дерек Симондс               | 2 августа 2017   | 1.63                |
| Домохозяйка насмерть закалывает мужчину, что провоцирует расследование и создает неразбериху в маленьком городке. |            |                       |                |                             |                  |                     |
| 2 | 2          | «Part II» «Глава 2»   | Антонио Кампос | Дерек Симондс               | 9 августа 2017   | 1.41                |
| Кора всеми силами пытается приостановить расследование детектива. Она отказывается отвечать на вопросы и давать показания. Мейсон, получивший доказательства виновности Коры, старается смириться с произошедшей трагедией.                                   |            |                       |                |                             |                  |                     |
| 3 | 3          | «Part III» «Глава 3»  | Антонио Кампос | Дерек Симондс               | 16 августа 2017  | 1.64                |
| Эмброуз узнает некий секрет о Коре, который в корне меняет ход расследования. Мейсон также не может успокоиться, поэтому решает самостоятельно выяснить причины изменившего поведения Коры. Сама девушка продолжает хранить молчание.                         |            |                       |                |                             |                  |                     |
| 4 | 4          | «Part IV» «Глава 4»   | Брэд Андерсон  | Лиз В. Гарсиа               | 23 августа 2017  | 1.76                |
| Кора выходит на контакт с Эмброузом. Она рассказывает о самых тяжелых воспоминаний из детства и юности, которые повлияли на ее жизнь. Тем временем Мейсон продолжает вести собственное расследование, которое заводит его в совершенно непредсказуемые дебри. |            |                       |                |                             |                  |                     |
| 5 | 5          | «Part V» «Глава 5»    | Шерин Дабис    | Джесси МакКиоун             | 30 августа 2017  | 1.84                |
| В лесу обнаруживают новое тело. Все полицейские гипотезы разом рушатся, а Коре становится все сложнее сопоставить свои воспоминания с реальностью. Теперь от Эмброуза будет полностью зависеть психологическое состояние подозреваемой.                       |            |                       |                |                             |                  |                     |
| 6 | 6          | «Part VI» «Глава 6»   | Джоди Ли Лайпс | Том Пабст                   | 6 сентября 2017  | 1.84                |
| Эмброуз колеблется и не может принять решение, от которого будет зависеть жизнь Коры. Сама же Кора уверенна в своей правоте, поэтому пытается убедить мужчину пойти на риск. В итоге им удается открыть совершенно новые обстоятельства в расследовании.      |            |                       |                |                             |                  |                     |
| 7 | 7          | «Part VII» «Глава 7»  | Такер Гейтс    | Лиз В. Гарсиа               | 13 сентября 2017 | 1.84                |
| Кора возвращается к той злосчастной ночи, когда произошла трагедия. Она вспоминает нечто важное, что поможет ответить на оставшиеся вопросы. Однако новые сведения могут окончательно свести женщину с ума.                                                   |            |                       |                |                             |                  |                     |
| 8 | 8          | «Part VIII» «Глава 8» | Такер Гейтс    | Том Пабст & Джесси МакКиоун | 20 сентября 2017 | 2.44                |
| Кора наконец рассказывает всю историю представителям полиции. Теперь судьба девушки определена, но у нее еще есть шанс на нормальное будущее. Чтобы воспользоваться им, девушке необходимо простить себя за содеянное.                                        |            |                       |                |                             |                  |                     |